# Feste Zavlekov
Die Ruine der Feste Zavlekov befindet sich in der Gemeinde Zavlekov im Okres Klatovy in Tschechien. Sie wurde 1856 zu einer den Ort überragenden romantischen Burgruine umgestaltet.

## Geographie
Die Spornburg steht in der Blatenská pahorkatina (Bergland von Blatna) am Hügel Hora (583 m) auf einem Felsen.

## Geschichte
Die Kastellburg wurde wahrscheinlich durch Dlouhomil von Welhartitz errichtet, der seit 1334 als Besitzer von Zavlekov nachweisbar ist. Sein Sohn, der sich Bušek von Sawlekom nannte, überschrieb 1374 seiner Frau Eliška die Dörfer Tužice, Zavlekov und Mladice, den Hof Mladice sowie verschiedene Kmetenhöfe als Morgengabe. 1404 verkaufte Bušeks Witwe das Gut an Johann von Hirschstein (Jan z Herštejna). Dessen Sohn Wilhelm wehrte sich 1455 gegen den mit dem Tod der Eliška von Zavlekov verhängten Heimfall und versuchte die Burg Zavlekov  mit den zugehörigen Dörfern Zavlekov, Tužice, Přebořice und Buršice zu behalten. König Georg von Podiebrad beendete 1465 den Streit und sprach die Güter Wilhelm von Hirschstein (Vilém z Herštejna) zu, da dessen Vater sie öffentlich auf einem Markt erworben hatte. Jan Herštejnský von Welhartitz verkaufte die Burg um 1480 an Půta Švihovský von Riesenberg. 1504 erbte dessen Sohn Břetislav den Besitz, wahrscheinlich war die Burg schon zu dieser Zeit wegen ihrer Enge verlassen. In der Mitte des 16. Jahrhunderts zerfiel die Herrschaft Zavlekov. 1543 verkauften die Švihovský von Riesenberg das Gut Tužice an Peter Zmrzlík von Schweißing, der im Jahr darauf auch Ústaleč, Buršice und Mladice erwarb. Das Gut Zavlekov mit der wüsten Feste wurde 1544 an Johann Chanowsky von Langendorf verkauft. Dieser ließ mitten im Dorf eine neue Feste errichten.
Im Jahre 1856 ließ der Besitzer der Herrschaft Elischau, Karl Graf Taaffe, die Ruine der Feste im Zeitgeist der Romantik zu einer mächtigen Burgruine aufmauern.

## Beschreibung
Die Feste hatte einen trapezförmigen Grundriss und war von der Nordseite über einen schmalen Felshals zugänglich. Der Eingangsbereich war durch eine zylindrische Bastion geschützt. Die Feste war von einem Burggraben umgeben, der lediglich im Norden durch den Felshals unterbrochen war. Von der alten Feste haben sich auch die Keller ohne Gewölbe sowie ein gotisches Sandsteinportal im Niveau des ursprünglichen ersten Stockwerkes erhalten.